# 内藤時浩
内藤 時浩（ないとう ときひろ 1963年2月2日 - ）は、日本のゲームクリエイター、プログラマである。名古屋市出身。M2所属。
旧T&E SOFTにおいて、『ハイドライドシリーズ』『DAIVA(ディーヴァ)』『アンデッドライン』『ルーンワース』などの作品を手掛けた。
1980年代には「西の内藤、東の木屋」と称された。

## 略歴
2010年8月よりチュンソフト名古屋開発部（2012年4月よりスパイク・チュンソフト第三開発グループ）に所属し、『風来のシレン4』のPSP移植版ディレクターなどを務めた。
2014年よりM2所属。

## T&E SOFT時代の代表作品
- 1984年（昭和59年）
  - 5月 - コスモミューター
  - 12月 - ハイドライド
- 1985年（昭和60年）
  - 12月 - ハイドライドIISHINE OF DARKNESS
- 1987年（昭和62年）
  - 2月 - DAIVA「ディーヴァ」STORY1 ヴリトラの炎
  - 11月 - ハイドライド3 THE SPACE MEMORIES
- 1989年（平成元年）
  - 7月 - アンデッドライン
  - 11月 - DD倶楽部「DOT DESIGNER'S CLUB」
- 1990年（平成2年）
  - 1月 - ルーンワース 黒衣の貴公子
- 1991年（平成3年）
  - 3月 - ルーンワース2 時空の神戦
  - 7月 - ルーンワース3 神聖記光臨
- 1995年（平成7年）
  - 4月 - ヴァーチャルハイドライド　(セガより発売)

## E.O.イマジネーション時代の代表作品
- 1997年（平成9年）
  - 11月 - アサンシア ～魔杖の呪縛～　(エクシングより発売)
- 1999年（平成11年）
  - 5月 - ドラゴンマネー　(マイクロキャビンより発売)

## 対談記事等
- ハイドライドミュージアム：スペシャル対談 完全版（1999年3月19日幕張にて収録）
- 蘇るPC-8801伝説 永久保存版 アスキー書籍編集部（編集）